# Polystachya fusiformis
Polystachya fusiformis là một loài thực vật có hoa trong họ Lan. Loài này được (Thouars) Lindl. miêu tả khoa học đầu tiên năm 1925.